# Eternit

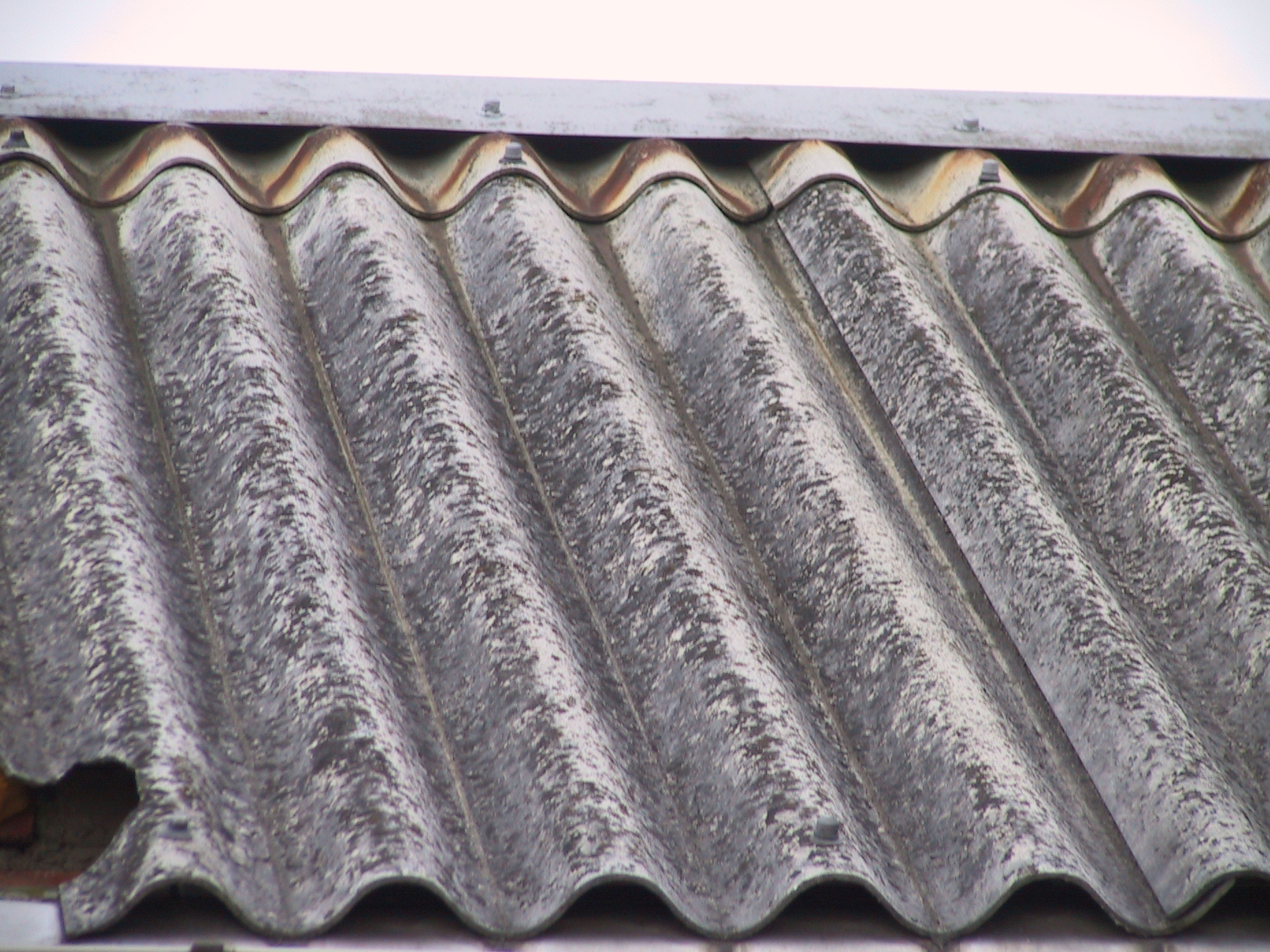
Copertura di Eternit

Eternit è un marchio registrato di fibrocemento e il nome dell'azienda che lavora prodotti contenenti amianto, appartenente all'azienda belga Etex. I prodotti sviluppati dall'Eternit erano utilizzati in edilizia come materiale da copertura, nella forma di lastra piana o ondulata, o come coibentazione di tubature.

## Storia

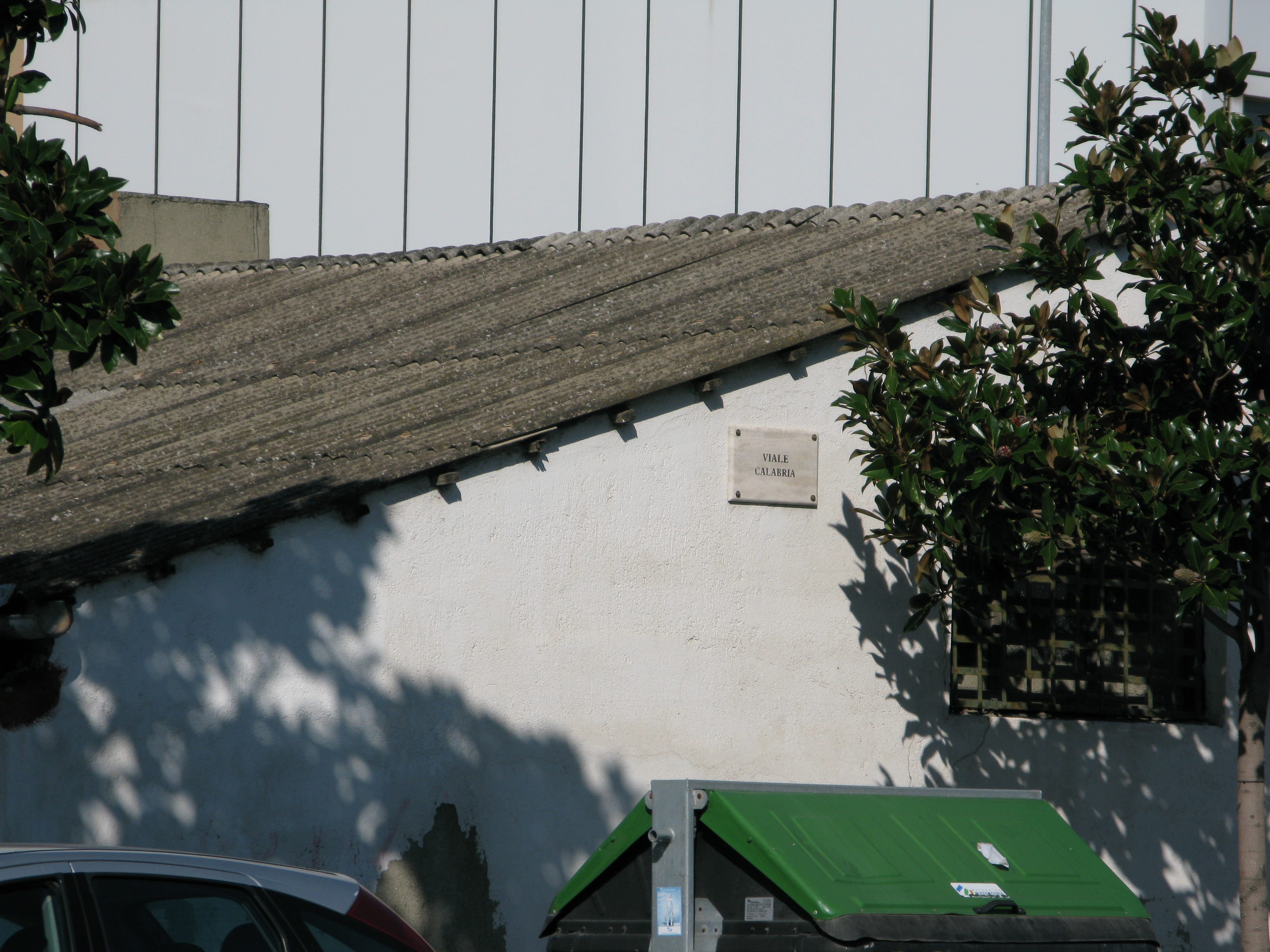
Tettoia in Eternit

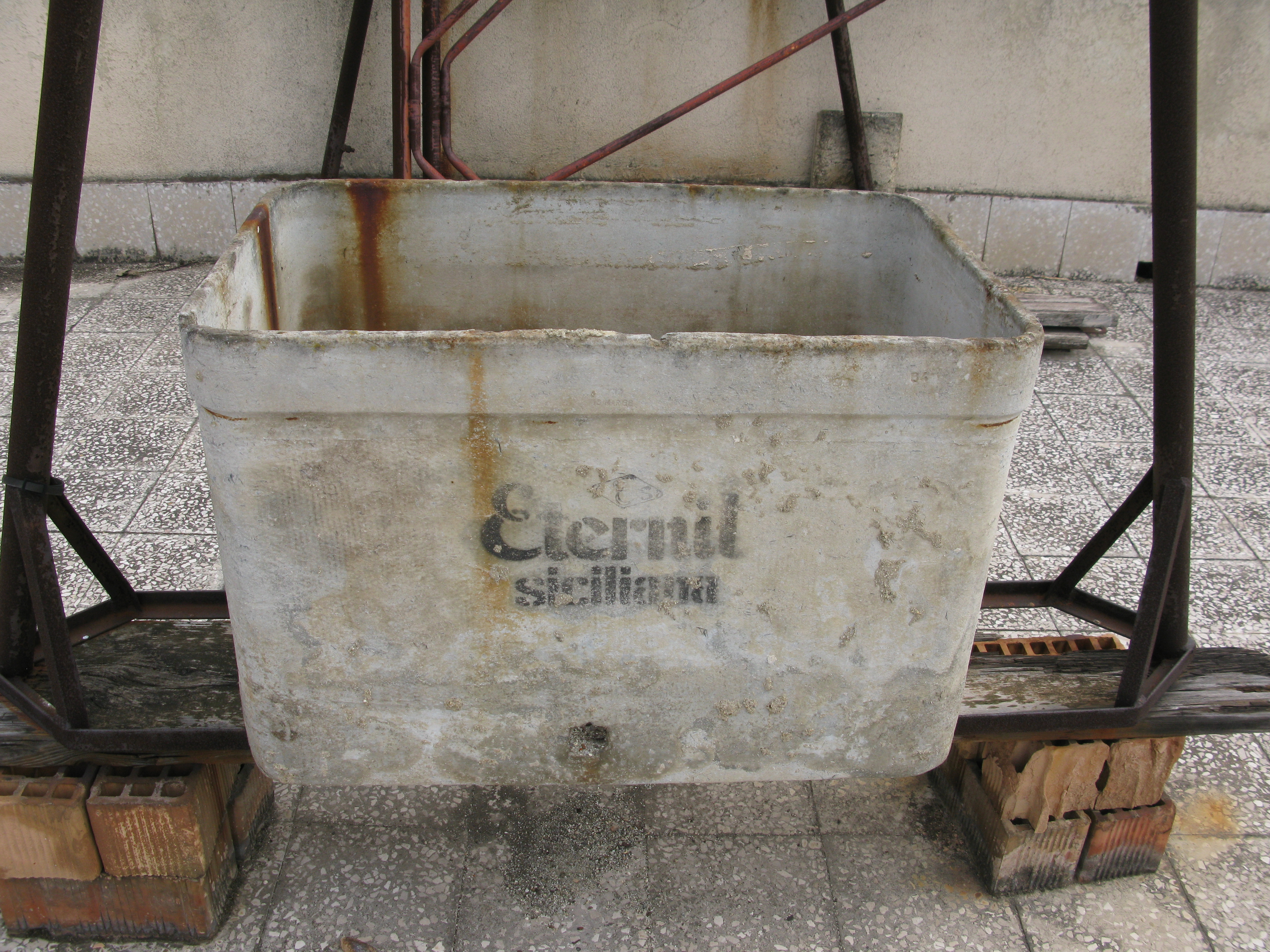
Vecchia vasca di riserva d'acqua in Eternit

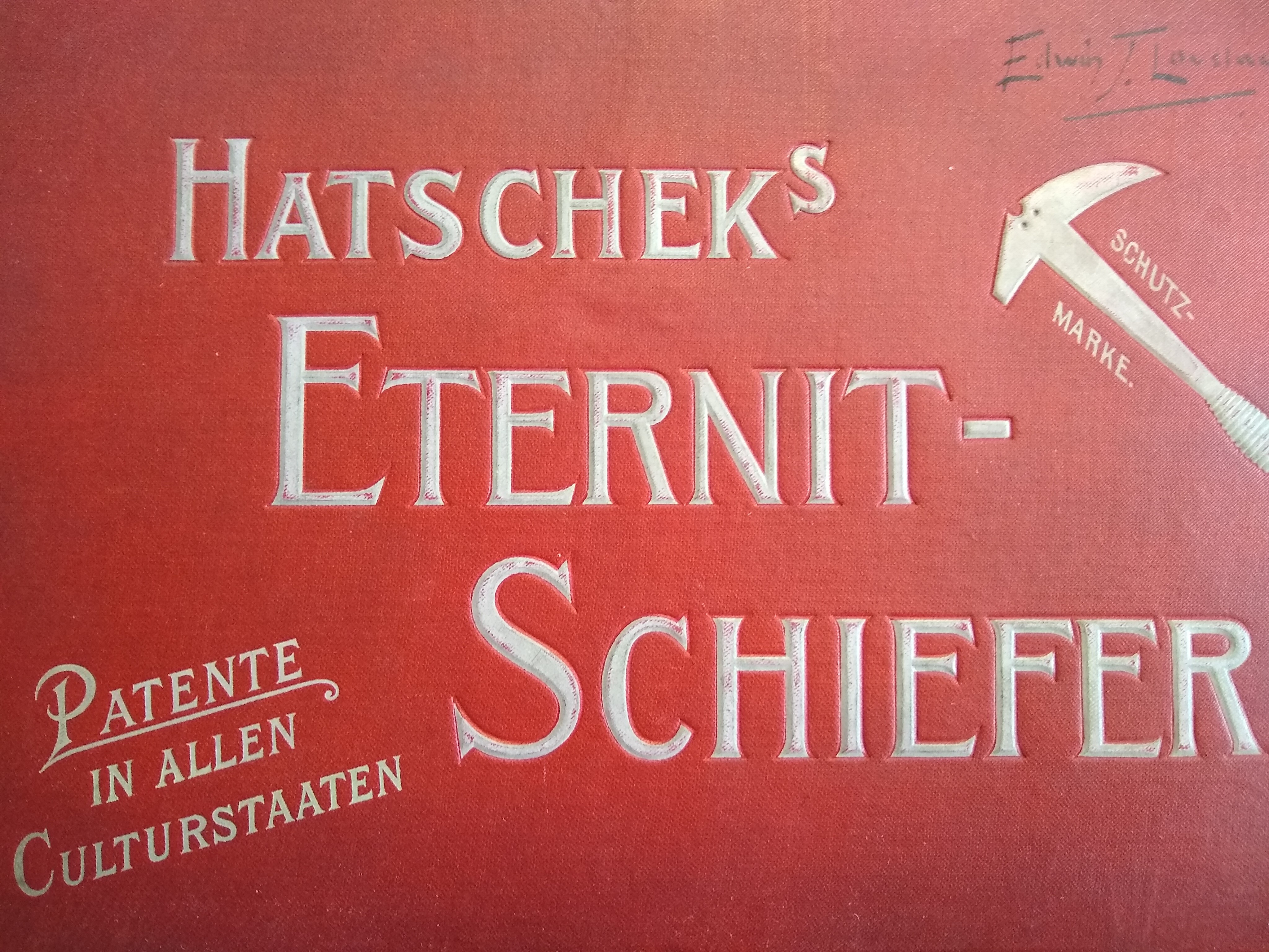

Nel 1901 l'austriaco Ludwig Hatschek brevetta il cemento-amianto, un materiale che egli stesso chiamò Eternit – con riferimento al latino aeternitas, «eternità», per rimarcarne la sua elevata resistenza. Un anno dopo Alois Steinmann acquista la licenza per la produzione e apre nel 1903 a Niederurnen le Schweizerische Eternitwerke AG.
L'Eternit guadagna popolarità in breve tempo e, nel 1911, la produzione di lastre e tegole sfrutta appieno la capacità produttiva della fabbrica. Nel 1928 incomincia la produzione di tubi in fibrocemento, che fino agli anni settanta rappresenteranno lo standard nella costruzione di acquedotti. Nel 1933 fanno la loro comparsa le lastre ondulate, usate spesso per tetti e capannoni. Nel 1935, viene prodotto anche dalla ditta Fibronit a Bari. Nel 1938 viene avviata la produzione di manufatti amianto-cemento nella fabbrica di Napoli, nel quartiere di Bagnoli.
Negli anni quaranta e cinquanta l'Eternit trova impiego in parecchi oggetti di uso quotidiano. Ad esempio, Willy Guhl disegnò una sedia da spiaggia. Dal 1963 l'Eternit è prodotto in varie colorazioni.
Nel 1955 nasce a Siracusa, in contrada Targia, lo stabilimento di Eternit Siciliana, chiuso nel 1993. Altri stabilimenti si trovavano a Casale Monferrato, Rubiera (Reggio Emilia), Cavagnolo (Torino), Broni (Pavia) e Bari.
Nel 1985 chiude la fabbrica di Bagnoli, periferia ovest di Napoli, e nel corso del 1989 avrà inizio una prima fase di bonifica, mentre nel 1994 l'ultimo tubo contenente asbesto lascia la fabbrica. Nel 1986 chiude per fallimento lo stabilimento di Casale Monferrato. La commercializzazione di Eternit contenente cemento-amianto è cessata in Italia tra il 1992 e il 1994, ma prosegue tuttora, con lo stesso marchio Eternit, in altri Paesi del mondo, tra cui il Brasile.

## L'Eternit e l'amianto
Negli anni '60, ricerche mostrarono come la polvere di amianto, generata dall'usura dei tetti e usata come materiale di fondo per i selciati, provoca asbestosi e una grave forma di cancro, il mesotelioma pleurico. Eternit e Fibronit continuarono tuttavia a produrre manufatti sino al 1986, con drammatiche conseguenze per la salute degli operai.
A Casale Monferrato lo stabilimento disperdeva la polvere di amianto nell'ambiente circostante. Avendo la malattia un periodo di incubazione di circa trenta anni, coloro i quali risiedevano nelle zone intorno alla fabbrica negli anni '80 corrono tutt'oggi rischi per la salute: ad esempio, tra il 2009 e il 2011 sono stati registrati centoventotto nuovi casi di persone ammalate. Nella provincia di Alessandria si contano circa 1.800 morti per esposizione ad amianto.

### Responsabilità civile e penale
Nel 2009, in seguito alle indagini condotte da Raffaele Guariniello presso il tribunale di Torino, ha inizio il processo contro Stephan Schmidheiny, ex presidente del consiglio di amministrazione, e contro Louis De Cartier de Marchienne, direttore dell'azienda negli anni sessanta (De Cartier è morto nel 2013 a 92 anni). Essi sono ritenuti responsabili delle morti per mesotelioma avvenute tra i dipendenti delle fabbriche Eternit a contatto con l'asbesto.
Il 13 febbraio 2012 il tribunale di Torino condanna in primo grado De Cartier e Schmidheiny a 16 anni di reclusione per "disastro ambientale doloso permanente" e per "omissione volontaria di cautele antinfortunistiche", obbligandoli a risarcire circa tremila parti civili. Il 3 giugno 2013 la pena viene "parzialmente riformata" in appello e aumentata a diciotto anni.
La Corte d'appello di Torino ha inoltre disposto il risarcimento alla Regione Piemonte di 20 milioni di euro e di 30,9 milioni di euro per il comune di Casale Monferrato.
Il 19 novembre 2014 la Corte suprema di cassazione dichiara prescritto il reato di disastro ambientale, annullando le condanne e i risarcimenti in favore delle parti civili.

### Procedure di smaltimento
- Accertamento: preliminarmente è necessario determinare la presenza di amianto nella lastra di fibrocemento. Si può accertare la presenza di amianto con sufficiente sicurezza risalendo alla data d'acquisto del manufatto oppure semplicemente facendo analizzare un campione, possibilmente una lastra intera, poiché uno o più frammenti, se viene poi confermato che contengano amianto, sono nella condizione ideale per nuocere gravemente alla salute.
- Incapsulamento: è un metodo di bonifica "transitorio" che prevede il trattamento della superficie delle lastre esposta agli agenti atmosferici con sostanze sintetiche, (molto spesso di colore rosso) idonee a inglobare e consolidare le fibre di amianto al manufatto cementizio e impedirne il rilascio nell'ambiente.
- Rimozione e smaltimento: è un metodo di bonifica "radicale" che prevede diverse procedure speciali atte a garantire la sicurezza: degli operatori specializzati, addetti alle varie operazioni di rimozione, trasporto e smaltimento; delle persone e degli animali che si trovano in prossimità del cantiere e dei mezzi usati nel trasporto e infine in generale dell'ambiente dove si opera.

La normativa italiana di riferimento per questi tipi di bonifiche è la legge n. 257/1992 e per la normativa sulla sicurezza il D.Lgs. n.81/2008. Con il decreto DG Sanità n. 13237 del novembre 2008 "Protocollo per la valutazione delle coperture in cemento amianto" vengono forniti i parametri di valutazione e i tempi concessi per il corretto smaltimento.